# Gary (rappeur)
Pour les articles homonymes, voir Gary.
Dans ce nom coréen, le nom de famille, Kang, précède le nom personnel.
Gary (en coréen : 개리), de son vrai nom Kang Hee-gun (en coréen : 강희건) né le 24 février 1978 en Corée du Sud, est un rappeur sud-coréen. Il a fait partie du duo, LeeSSang.

## Filmographie

### Films
| Année | Film            | Titre Original                                 | Nom du Rôle            | Rôle  | Avec          |
| ----- | --------------- | ---------------------------------------------- | ---------------------- | ----- | ------------- |
| 2008  | Crazy Lee       | 다찌마와 리: 악인이여 지옥행 급행열차를 타라!; |                        | Caméo | Personne      |
| 2012  | Wonderful Radio | 원더풀 라디오                                  | Gary, passager du taxi | Caméo | Kim Jong Kook |

### Série Télévisés
| Année | Saison de début | Série                  | Titre Original   | Nom du Rôle                         | Rôle  | Avec                       | Chaîne | Réf(s). |
| ----- | --------------- | ---------------------- | ---------------- | ----------------------------------- | ----- | -------------------------- | ------ | ------- |
| 2014  | Hiver           | Emergency Couple       | 응급남녀         | Le chauffeur de substitution (ep 6) | Caméo | Personne                   | tVN    | ,       |
| 2015  | Printemps       | A Girl Who Sees Smells | 냄새를 보는 소녀 | Un MC de Running Man (ep 1)         | Caméo | les membres de Running Man | SBS    |         |

## Discographie

### Albums
- 《Leessang Unplugged》
- 《AsuRa BalBalTa》
- 《HEXAGONAL》
- 《Baekahjeolhyun (伯牙絶絃, 백아절현)》
- 《Black Sun》
- 《Library Of Soul》
- 《Leessang Special》
- 《Jae, Gyebal (재,계발)》
- 《Leessang Of Honey Family》

## Récompenses et nominations
| Année | Prix                         | Catégorie                                                     | Nommé pour                                              | Résultat   | Réf(s). |
| ----- | ---------------------------- | ------------------------------------------------------------- | ------------------------------------------------------- | ---------- | ------- |
| 2002  | 4e Mnet Asian Music Awards   | Meilleure Performance Hip Hop (Leessang)                      | "Rush" (ft. Jung-in)                                    | Lauréat    | [ 3 ]   |
| 2003  | 5e Mnet Asian Music Awards   | Meilleure Performance Hip Hop (Leessang)                      | "Leessang Blues" (리쌍부르스)                           | Nomination |         |
| 2005  | 7e Mnet Asian Music Awards   | Meilleure Performance Hip Hop (Leessang)                      | "I'm Not Laughing" (내가 웃는게 아니야)                 | Nomination |         |
| 2007  | 9e Mnet Asian Music Awards   | Meilleure Performance Hip Hop (Leessang)                      | "Ballerino" ft. Ali                                     | Nomination |         |
| 2007  | 9e Mnet Asian Music Awards   | Meilleure Musique Vidéo                                       | "Ballerino" ft. Ali                                     | Nomination |         |
| 2009  | Cyworld Digital Music Awards | Meilleure Collaboration avec Jung In                          | "Can't Breakup Girl, Can't Breakaway Boy" (ft. Jung-in) | Lauréat    |         |
| 2009  | 10e Mnet Asian Music Awards  | Meilleure Performance Hip Hop (Leessang)                      | "Can't Breakup Girl, Can't Breakaway Boy" (ft. Jung-in) | Lauréat    | [ 4 ]   |
| 2009  | 10e Mnet Asian Music Awards  | Meilleur Musique Vidéo                                        | "Can't Breakup Girl, Can't Breakaway Boy" (ft. Jung-in) | Nomination |         |
| 2010  | 4e SBS Entertainment Awards  | Meilleurs Nouveaux Arrivants (Variété)                        | Running Man                                             | Lauréat    | [ 5 ]   |
| 2011  | 12e Mnet Asian Music Awards  | Chanson de l'année, Daesang                                   | "Turned Off the TV" (ft. Yoon Mi-rae, Kwon Jung Yeol)   | Nomination |         |
| 2011  | 12e Mnet Asian Music Awards  | Meilleure Performance Rap (Leessang)                          | "Turned Off the TV" (ft. Yoon Mi-rae, Kwon Jung Yeol)   | Lauréat    | [ 6 ]   |
| 2012  | 13e Mnet Asian Music Awards  | Chanson de l'année, Daesang                                   | "Someday"                                               | Nomination |         |
| 2012  | 13e Mnet Asian Music Awards  | Meilleure Performance Rap (Leessang)                          | "Someday"                                               | Nomination |         |
| 2012  | 6th SBS Entertainment Awards | Prix d'Excellence (Variété)                                   | Running Man                                             | Lauréat    | [ 7 ]   |
| 2013  | NATE Awards                  | Prix du Meilleur Couple avec Song Ji Hyo                      | Running Man                                             | Lauréat    |         |
| 2013  | 7e SBS Entertainment Awards  | Choix des téléspectateurs : Prix de la Star la plus populaire | Running Man                                             | Lauréat    | ,       |
| 2013  | 7e SBS Entertainment Awards  | Prix du Meilleur Couple avec Song Ji Hyo                      | Running Man                                             | Nomination |         |
| 2013  | 2e Annual DramaFever Awards  | Prix du Meilleur Baiser avec Song Ji Hyo                      | Running Man                                             | Lauréat    | [ 10 ]  |
| 2014  | 16e Mnet Asian Music Awards  | Meilleur Collaboration avec Jung In                           | "Your Scent"                                            | Nomination |         |
| 2014  | 16e Mnet Asian Music Awards  | Meilleure Performance Rap                                     | "Shower Later"                                          | Nomination |         |
| 2014  | 10e Annual Soompi Awards     | Prix du Meilleur Couple avec Song Ji Hyo                      | Running Man                                             | Lauréat    | ,       |
| 2015  | 17e Mnet Asian Music Awards  | Meilleure Performance Rap                                     | "Get Some Air" (Hangul: 바람이나 좀 쐐)                 | Nomination | [ 14 ]  |
| 2015  | 9e SBS Entertainment Awards  | Prix Top Excellence (variété)                                 | Running Man                                             | Lauréat    | [ 15 ]  |
| 2016  | 18e Mnet Asian Music Awards  | Meilleure Performance Rap                                     | "Lonely Night"                                          | Nomination |         |